# Dacnusa aquiligiae
Dacnusa aquiligiae är en stekelart som beskrevs av Marshall 1896. Dacnusa aquiligiae ingår i släktet Dacnusa, och familjen bracksteklar. Arten är reproducerande i Sverige.